# Lecksucher
Lecksucher sind Geräte, Systeme oder Hilfsmittel zur Lokalisierung von Undichtigkeiten (Leckagen) in Anlagen, durch die Gase oder Flüssigkeiten unter Druck oder Unterdruck strömen. Die Detektion solcher Lecks ist in zahlreichen technischen Bereichen von Bedeutung, insbesondere zur Qualitätssicherung, zur Unfallvermeidung sowie zur Reduktion von Emissionen und Kosten. Lecksucher werden sowohl im gewerblichen als auch im industriellen und sicherheitstechnischen Kontext eingesetzt.

## Anwendungsbereiche
Lecksuchgeräte kommen in einer Vielzahl von Anwendungen zum Einsatz, darunter:
- Heizung, Lüftung und Klimatechnik
- Gas- und Wasserinstallationen
- Automobiltechnik
- Industrielle Fertigung
- Feuerwehr und Brandschutztechnik
- Medizintechnik

## Arten von Lecksuchverfahren

### Gasdetektion
Diese Verfahren basieren auf dem Nachweis austretender Gase durch spezielle Sensoren:
- Halbleitersensoren
- Infrarotsensoren
- Wasserstoffsensoren
- Helium-Massenspektrometrie

Ein breites Angebot tragbarer Geräte bis hin zu stationären Systemen ist im Handel erhältlich. Marktvergleiche listen Modelle mit spezifischer Sensorik und zusätzlicher CO-Erkennung auf.

### Flüssigkeitsbasierte Lecksuche (Lecksuchmittel)
Diese Methode macht Leckagen sichtbar, indem bei Gasaustritt Blasen auf der applizierten Flüssigkeit entstehen. Je nach Anwendung gibt es Varianten als:
- Spray
- Schaum
- Klare Flüssigkeit

Sie unterscheiden sich hinsichtlich ihrer Viskosität, Materialverträglichkeit und Umweltfreundlichkeit. Kommerzielle Anbieter bieten auf bestimmte Branchen zugeschnittene Produktreihen an, darunter biologisch abbaubare und silikonfreie Formulierungen.

### Akustische Verfahren
Hier wird die durch das austretende Medium verursachte Schallemission genutzt. Mit Ultraschall-Lecksuchgeräten lassen sich kleinste Lecks orten, auch bei laufendem Betrieb und in schwer zugänglichen Bereichen.

### Thermografie und optische Verfahren
Infrarotkameras und optische Gassensoren helfen bei der Detektion flüchtiger Stoffe. Sie kommen u. a. bei der Prüfung von VOC-Emissionen (volatile organic compounds) zum Einsatz.

### Elektronische/digitale Systeme
Neue Systeme kombinieren Sensorik mit digitaler Datenverarbeitung, darunter Fernüberwachung, Alarmmeldungen und Integration in intelligente Instandhaltungssysteme. Auch Drohnen und tragbare Endgeräte mit Funkanbindung sind zunehmend verbreitet.

## Verbindung zur Dichtheitsprüfung
Während die Dichtheitsprüfung die Einhaltung definierter Grenzwerte kontrolliert, dient die Lecksuche dem gezielten Auffinden von Schwachstellen. Häufig werden beide Methoden komplementär verwendet.

## Anforderungen und Normen
Relevante Normen und Regelwerke:
- EN 14291 (Gaslecksuchgeräte)
- EN ISO 20484 (Begriffe und Klassifikation)
- DIN 30657 (Anforderungen an Lecksuchmittel)
- DVGW G 465-1 (Leckmengenmessung)